# Phyllocnistis citrella
Phyllocnistis citrella o el minador de hojas de los cítricos es una especie de lepidóptero ditrisio perteneciente a la familia Gracillariidae. Ataca exclusivamente a las rutáceas y es una importante plaga en cultivos de cítricos por los daños que causa en los brotes tiernos. 

## Descripción

### Morfología
Los adultos son unas pequeñas mariposas de unos 4 mm de longitud y de alas plumosas, activos durante el día y la noche. Las orugas son de pequeño tamaño y se desarrollan en el interior de las hojas. Las pupas aparecen normalmente en una cámara ninfal en un pliegue de la hoja.

### Desarrollo
Los adultos realizan las puestas de huevos en los brotes más tiernos, de estos huevos emergen las larvas que penetran en la hoja y se alimentan de su interior realizando unas galerías dentro de ellas (daño conocido como minado). El minador de hojas de los cítricos puede llegar a tener hasta 10 generaciones en un año. Las poblaciones alcanzan su máximo a finales de verano y principios de otoño.

### Localización en la planta
Esta plaga se limita prácticamente de forma exclusiva a los brotes jóvenes de las rutáceas.

## Distribución geográfica
La especie es originaria de Asia, pero ha sido introducida accidentalmente por todo el mundo, especialmente donde hay cultivos de cítricos. Ha llegado a América del Sur y del Norte en la década del 1990. En los Estados Unidos y Brasil se ha convertido en una seria plaga porque estos países son los principales productores mundiales de citrus.

## Daños en los cultivos

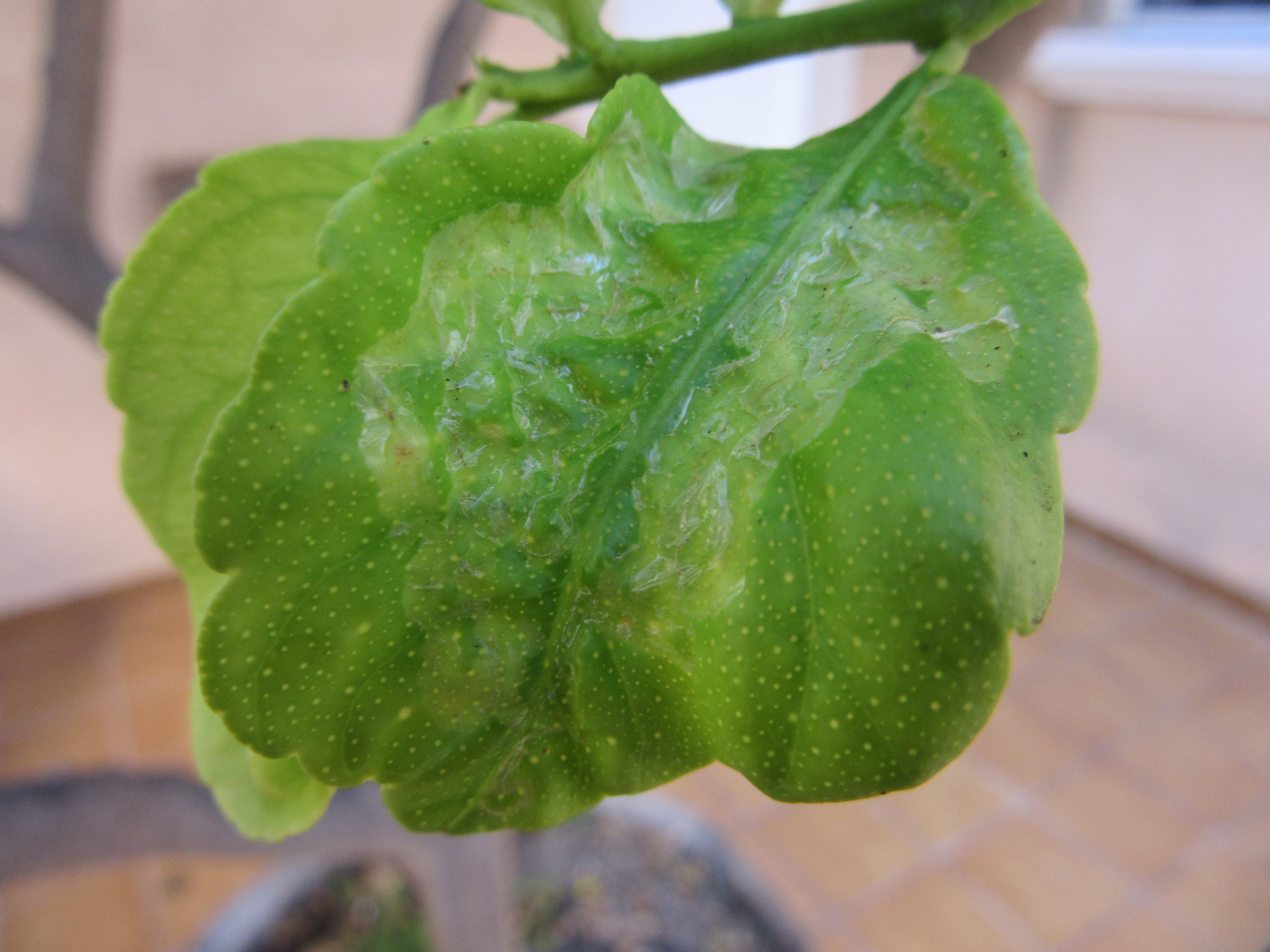
Galerías de Phyllocnistis citrella en brote de limonero. Nótese el brillo característico de la hoja.

Los daños en los cultivos de cítricos los producen las larvas en forma de minado o galerías en los brotes tiernos dando un brillo característico a las hojas. Esos daños producen la deformación de los brotes, la detención de su desarrollo y en casos severos la defoliación de estos. Otro daño que puede causar el minador es que sus lesiones pueden servir de vía de entrada a la enfermedad conocida como el cáncer de los cítricos causado por bacterias de Xanthomonas campestris. La importancia de los ataques es mayor en los árboles jóvenes ya que puede frenar mucho su desarrollo. En árboles adultos la importancia de los daños es mucho menor.
Daños en fruta de limón
Aunque no es muy común encontrar esta especie en la fruta de los cítricos encontramos una imagen capturada por el Ingeniero Salvador Rizo Huerta en una parcela de Atotonilco el Alto.￼

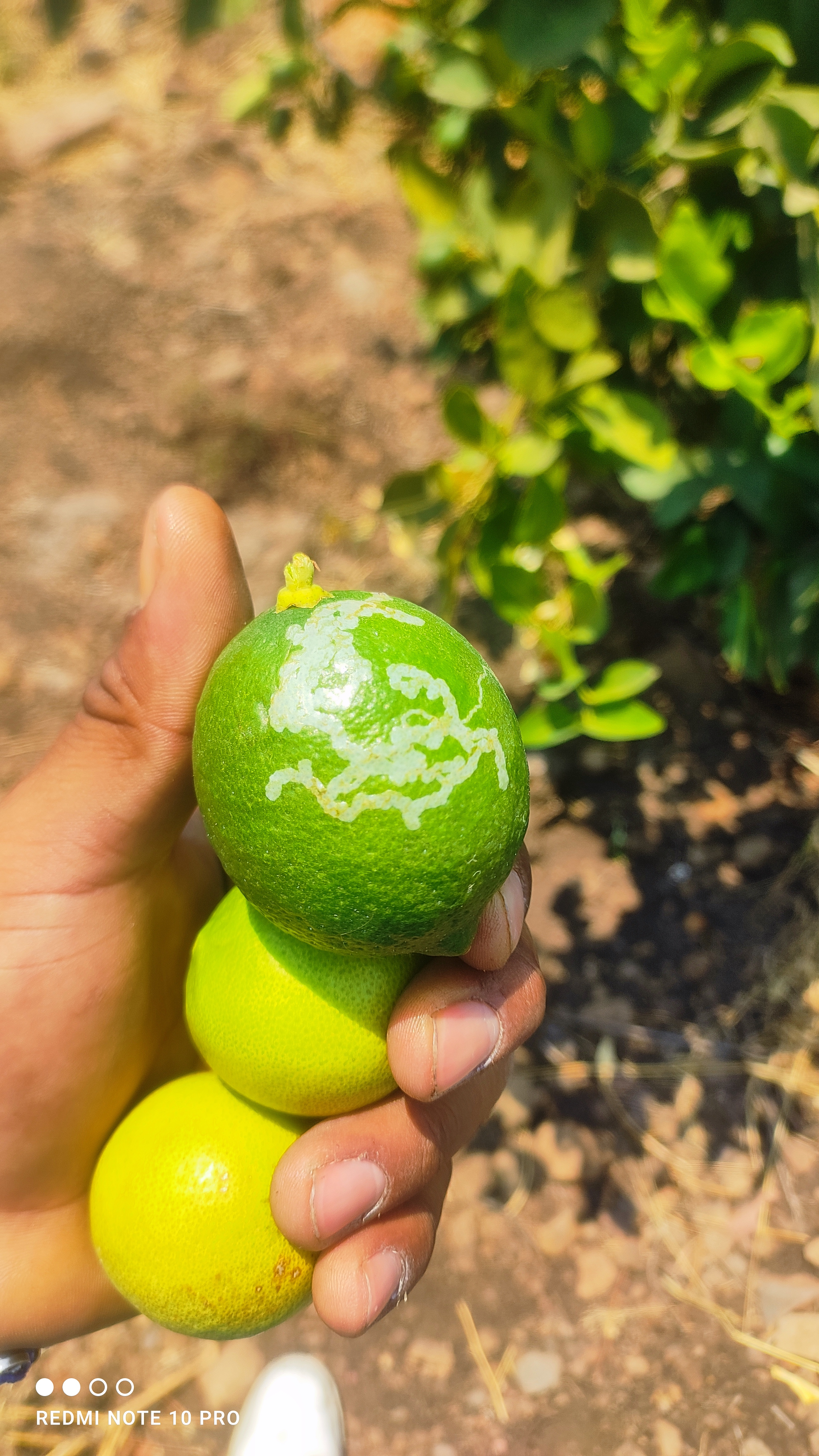
(Phyllocnistis citrella)Minador de limón, aunque no es muy común encontrar este problema en la fruta conlleva al agricultor a perdidas de calidad, dado que esto al llevarlo al mercado le provoca una baja de precio por la mala calidad que le provoca está plaga a la fruta.

## Control químico
Los árboles adultos no suelen perder más de un 15% de la superficie foliar producida en un año, lo cual no es suficiente para afectar significativamente las pautas de brotación, floración o la productividad de la planta. Por tanto, en general no es recomendable tratar árboles adultos.
En plantones, árboles jóvenes (hasta 5 o 6 años) o reinjertados si suelen recomendarse tratamientos fitosanitarios, ya que sus ataques sí pueden impedir el correcto desarrollo de las nuevas brotaciones, retrasando su desarrollo y entrada en producción. Entre los productos más utilizados en España se encuentran: abamectina, diflubenzuron, imidacloprid, fenoxicarb y tiametoxam. En cultivo ecológico se suele aplicar azadiractina.
Sin embargo, para saber que productos químicos se pueden utilizar para combatir esta plaga es recomendable acudir al registro de productos fitosanitarios permitidos del país donde se encuentra el cultivo. En el caso de España es el Registro de productos fitosanitarios permitidos (España) Archivado el 17 de agosto de 2015 en Wayback Machine..
En todo caso, es muy recomendable contar con los servicios de un asesor técnico de cultivos antes de tomar ninguna medida de control químico.

## Control biológico
P. citrella es parasitado frecuentemente por Eulophidae, de géneros tales como Apotetrastichus, Apotetrastichus, Cirrospilus, Elasmus, Horisnemus, Pnigalio entre otros. Entre estos se encuentran Ageniaspis citricola, Cirrospilus pictus, C. vitatus, Quadraspidiotus, Semialacher petiolatus, Citrostichus phyllocnistoides.